# Croton lundianus
Espèce
Croton lundianus est une espèce de plantes à fleurs du genre Croton et de la famille Euphorbiaceae présente du Brésil au nord-est de l'Argentine.
Il a pour synonymes :
- Croton dentifolius, Baill.
- Croton glandulosus var. lundianus, (Didr.) L.B.Sm & Downs, 1988
- Croton klotzschii var. bahiensis, Baill., 1864
- Croton klotzschii var. hilarii, Baill., 1864
- Croton klotzschii var. incanus, Baill., 1864
- Croton klotzschii var. latifolius, Baill., 1864
- Croton klotzschii var. microphyllus, Baill., 1864
- Croton lundianus var. bahiensis, (Baill.) Müll.Arg., 1864
- Croton lundianus var. genuinus, Müll.Arg., 1866
- Croton lundianus var. glabrescens, Müll.Arg., 1866
- Croton lundianus var. gracilentus, Müll.Arg., 1866
- Croton lundianus var. hilarii, (Baill.) Müll.Arg., 1866
- Croton lundianus var. hirtus, Müll.Arg., 1873
- Croton lundianus var. intercedens, Müll.Arg., 1873
- Croton lundianus var. latifolius, (Baill.) Müll.Arg., 1866
- Croton lundianus var. leptophyllus, Müll.Arg., 1866
- Croton lundianus var. major, Müll.Arg., 1866
- Croton lundianus var. microphyllus, (Baill.) Müll.Arg., 1866
- Croton lundianus var. mollis, Müll.Arg., 1866
- Croton lundianus var. psilophyllus, Müll.Arg., 1873
- Croton lundianus var. pubescens, Müll.Arg., 1866
- Croton lundianus var. rufidulus, Müll.Arg., 1873
- Croton lundianus var. serratus, Müll.Arg., 1866
- Croton lundianus var. similis, (Müll.Arg.) Müll.Arg., 1866
- Croton lundianus var. subfloccosus, (Didr.) Müll.Arg., 1866
- Croton similis, Müll.Arg., 1865
- Oxydectes subfloccosa, Kuntze
- Podostachys lundianus, Didr.
- Podostachys sellowiana, Klotzsch
- Podostachys subfloccosa, Didr.